# Tatort: Schiffe versenken
Schiffe versenken ist ein Fernsehfilm der Tatort-Krimireihe. Der vom RB produzierte Beitrag wurde am 24. Mai 2009 im Ersten Programm der ARD erstmals ausgestrahlt. Es handelt sich um den 19. Fall der Hauptkommissarin Inga Lürsen.

## Handlung
Einem deutschen Fischerboot geht in der Nordsee eine Leiche ins Netz. Die Ermittlungen ergeben, dass es sich bei dem Toten um Radek Jankowski, den Zweiten Offizier des Containerschiffs Karina, handeln muss. Dieser wurde jedoch nicht als vermisst gemeldet. Hauptkommissarin Inga Lürsen von der Kripo Bremen lässt sich von der Wasserschutzpolizei an Bord der Karina bringen. Ihr Kollege Nils Stedefreund ermittelt derweil in Bremerhaven, wo die Reederei des Schiffes ihren Sitz hat. Auf der Karina, die nach Norwegen unterwegs ist, stehen Lürsen sowohl Kapitän Bleibtreu als auch der Rest der Mannschaft unkooperativ gegenüber. Überzeugt, dass der Mörder noch an Bord ist, weist Lürsen Kapitän Bleibtreu an, mit dem Schiff nach Bremerhaven zurückzufahren. Da sich die Karina bereits außerhalb der deutschen Hoheitsgewässer befindet und für den Kapitän nunmehr das Gesetz der freien See gilt, weigert sich dieser umzukehren. Zudem lässt er Lürsen die Dienstwaffe abnehmen. Lürsen stellt dennoch weitere Nachforschungen an. Im Schiffslogbuch findet sie gefälschte Eintragungen und in einem Rettungsring ein Papier Jankowskis mit Ladungsberechnungen. Als sie über einen Schacht in den Laderaum gelangt, entdeckt sie unter einer Kiste Jankowskis Fotoapparat, allerdings ohne Speicherkarte. Kurz darauf wird sie mit einer Schlinge bis zur Bewusstlosigkeit von einem Mann gewürgt, der ihr anschließend Jankowskis Ladungsberechnungen entwendet. 
Stedefreund sucht unterdessen den wohlhabenden Reeder Delius auf, der die Karina zurückbeordern soll. Dessen Tochter Julia weist Stedefreund darauf hin, dass dies nicht möglich sei, weil eine Verzögerung der Schiffslieferung die Reederei eine Vertragsstrafe von 100.000 Euro kosten würde. Auch der Staatsanwalt weigert sich, einzugreifen, da außerhalb der Zwölf-Meilen-Zone das deutsche Recht nicht mehr gilt. Da die MS Karina unter liberianischer Flagge fährt, sucht Stedefreund das liberianische Konsulat auf. Dort erzählt ihm ein Beamter, dass vor drei Jahren ein anderes Schiff der Reederei Delius, die Phoenix, gesunken sei. Als Lürsen wieder zu sich kommt, kann Stedefreund sie über ihr Handy erreichen. Von ihrem Kollegen erfährt sie, dass Jankowskis Bruder Adam mit der Phoenix untergegangen und Bleibtreu ebenfalls Kapitän auf diesem Schiff gewesen war. Als Lürsen den Kapitän zur Rede stellen will, bringt dieser sie in Jankowskis Kabine und lässt die Tür verschweißen. Nachdem Lürsen sich dort geduscht hat, taucht der Schiffsingenieur Onno Sibum in der Kabine auf. Die Kommissarin hatte ihn zuvor beschuldigt, sie fast erdrosselt zu haben. Wütend fällt er nun über sie her und fesselt sie mit Handschellen. Als er sich anschickt, sie zu vergewaltigen, geht der Maschinenalarm los. Onno lässt von ihr ab und verschwindet. Der Erste Offizier, ein Däne namens Sondergard, findet Lürsen, die nur mit einem Handtuch bekleidet ist, und wirft ihr die Handschellenschlüssel zu.
Stedefreund findet derweil heraus, dass die Phoenix überladen gefahren war, um mehr Profit zu machen. Da jedoch alle Zeugen tot waren, konnte die Reederei Delius nicht zur Verantwortung gezogen werden. Im Magen von Jankowskis Leiche wird schließlich die Speicherkarte eines Fotoapparats gefunden. Über einen Computer an Bord der Karina lässt sich Lürsen die Bilder der Speicherkarte ausdrucken. Kapitän Bleibtreu erkennt darauf leere Ballasttanks, die den Transport von mehr Fracht ermöglichen, jedoch auch Lebensgefahr bei schwerem Wellengang bedeuten. Gemeinsam mit Lürsen entdeckt Kapitän Bleibtreu, dass die Tanks der Karina tatsächlich leer sind. Er informiert Delius über die leeren Tanks und die damit einhergehende Überladung von 400 Tonnen Fracht. Delius gibt ihm nun die Erlaubnis umzukehren. Von ihrem Büro aus nimmt jedoch Julia Delius Kontakt mit dem Schiff auf und befiehlt eine erneute Kursänderung. 
Lürsen erfährt schließlich, dass Kapitän Bleibtreu gar nicht an Bord der Phoenix war. Weil er zu betrunken gewesen war, hatte ein unerfahrener Kapitän seine Aufgabe übernommen. Lürsen schlussfolgert nun, dass Jankowski nach dem Tod seines Bruders Nachforschungen angestellt hatte und mit seinen Fotos die Wahrheit ans Licht bringen wollte. Aus diesem Grund wurde er erdrosselt und über Bord geworfen. Die Karina fährt derweil in einen Sturm vor England. Als Kapitän Bleibtreu den Kurswechsel bemerkt, stellt er fest, dass das Satellitentelefon und die Bordelektronik zur Navigation absichtlich lahmgelegt wurden. Um herauszufinden, wer dahintersteckt und gleichzeitig Jankowskis Mörder ist und die Ballasttanks geleert hat, lässt Bleibtreu die Maschinen ausschalten. Das Schiff droht nun im Sturm zu sinken. Um dies zu verhindern, entlarvt sich schließlich der Erste Offizier Sondergard, als er Frachtgut über Bord gehen lassen will. Lürsen, die von Bleibtreu ihre Dienstwaffe zurückerhalten hat, nimmt Sondergard fest. Wie sich herausstellt, war Sondergard stets von Julia Delius instruiert worden, die mit mehr Profit, den sie sich zugutehält, die Reederei ihres Vaters übernehmen wollte. Während die Maschinen wieder in Gang gesetzt werden, lässt Stedefreund Julia Delius in Bremerhaven wegen Anstiftung zum Mord und fahrlässiger Tötung in zehn Fällen festnehmen.

## Hintergrund
Nach Macht der Angst (2007) und Häuserkampf (2009) drehte Regisseur Florian Baxmeyer mit Schiffe versenken seinen dritten Beitrag für die Tatort-Reihe.
Die Dreharbeiten fanden vom 16. September bis zum 16. Oktober 2008 in Bremerhaven und Hooksiel statt. Bei der Erstausstrahlung am 24. Mai 2009 im Ersten lag die Einschaltquote bei 7,31 Millionen Zuschauern, was einem Marktanteil von 24,70 % entsprach.

## Kritiken
Kathrin Buchner vom Stern zufolge sei aus Schiffe versenken „ein spannender Krimi geworden“, der als „Kammerspiel auf dem Frachtschiff“ statt „Seefahrerromantik […] die Tristesse des Matrosenjobs im bedrückenden Ausmaß“ aufzeige. Christian Buß von der tageszeitung befand, dass trotz technischer „Ungereimtheiten […] der profunde Einblick in die rechtlich nebulösen Ladeluken der Frachtschifffahrt […] zu schockieren [vermag]“.
„Gute Idee, interessanter Schauplatz, aber schwere Schlagseite: plump inszenierte „Thriller“-Momente, blasse Figuren und eine Story voller Unwahrscheinlichkeiten.“ Prisma wies auf den „unglaubwürdigen Allein-Einsatz der Kommissarin an Bord“ hin. Regisseur Baxmeyer sei dennoch „ein spannender Fall“ gelungen, „der allerdings unter den Schwächen der Vorlage von Wilfried Huismann und Philip LaZebnik leidet“.